# Сливицький Володимир Іванович
Володимир Іванович Сливицький (18 лютого (1 березня) 1876, Зміїв, Харківська губернія — 27 квітня 1957, Харків) — український радянський вчений-правознавець, професор Харківського юридичного інституту, спеціаліст у галузі цивільного права.

## Життєпис
Володимир Сливицький народився 18 лютого (1 березня) (згідно з іншими джерелами у квітні) 1876 року у Змійові Харківської губернії. Освіту отримував на юридичному факультеті Харківського університету, який закінчив у 1900 році із золотою медаллю. У 1904 році успішно склавши іспит став магістром цивільного права і почав працювати при університеті, був бібліографом, а згодом став консультантом. У 1906 році отримав посаду приват-доцента, а у 1917 році — професорську посаду на юридичному факультеті.
У 1920 році перейшов на роботу у Харківський інститут народного господарства (згодом Інститут радянського будівництва і права, а потім Харківський юридичний інститут (ХЮІ)), де обіймав посади завідувача кафедри цивільного права (1920—1936) і декана юридичного факультету (1920/1921 — 1922), створеного ним самим. У 1922—1924 роках був юристом-консультантом при Раді народних комісарів і Держплані УРСР. Взяв участь у розробці проєктів багатьох кодексів і законів УРСР. З 1927 по 1934 роки був депутатом трьох скликань Харківської міської ради.
У 1937 році очолив кафедру теорії держави і права ХЮІ. З 1941 по 1944 роки, працював професором у Ташкентському юридичному інституті. У 1944 році знов очолив кафедру теорії держави і права у ХЮІ, а з 1955 року був професором кафедри історії та теорії держави і права у тому ж виші.
Помер 27 квітня 1957 року у Харкові.

## Наукова діяльність
Володимир Іванович викладав наступні дисципліни: цивільне право, сімейне право, історію політичних вчень, логіку і теорію держави і права. У коло дослідницьких інтересів Сливицкого входили проблеми спільний теорії правовідносин та історичні типи права. Разом зі своїм учнем Марком Цвіком і Володимиром Копєйчиковым був засновником наукової політично-правовій школі, котра займалася дослідженням постановок, розробок і рішень політично гострих проблем учень про державу і право
Серед праць В. І. Сливицкого найбільше значення мають: «Авторське право» (1912), «Право на чесне до себе ставлення» (1915), «Про передачу векселя» (1919), «Юридичне положення приватної промисловості у УРСР і СРСР» (1923), «Основні питання шлюбного та сімейного права УРСР», «Вчення К. Маркса про власність» (1933) і «Курс господарського права» (1935).

## Нагороди
Володимир Сливицкий мав наступні нагороди:
- Орден Трудового Червоного Прапора.
- Медаль «За доблесну працю у Великій Вітчизняній війні 1941—1945 рр.».
- Почесна грамота Президії Верховної Ради УРСР.